# Championnat du Vatican de football
Le Championnat du Vatican de football ((it) Campionato vaticano di calcio) est une compétition de football opposant les différentes équipes représentant les services de l'État du Vatican (par exemple, les Musées du Vatican, la Poste vaticane, des services techniques, les services économiques, la Radio Vatican, le Gouvernorat, l'Osservatore Romano, les gardes suisses, la gendarmerie, la Bibliothèque du Vatican).

## Histoire
La première compétition de football est organisée au Vatican en 1947, lorsqu'une compétition mettant en lice quatre équipes est créée. Cette première année, la finale oppose les équipes de Pontifical Villas et Fabbrica di San Pietro. Mais, à la suite d'une bagarre entre joueurs et supporteurs, le championnat se voit suspendu durant vingt ans, et seuls des matchs amicaux sont autorisés. 
En 1966, a lieu une réforme du championnat, et sept équipes s'affrontent la première saison. L’Osservatore Romano, le journal du Vatican, revendique le premier titre de champion. Le championnat actuel est fondé sous le nom de Coppa Amicizia (Coupe de l’amitié), qui se voit plus tard renommée Campionato della Citta Vaticano (championnat de la Cité du Vatican).
La Coppa ACDV est créée en 1985, et rebaptisée Copa Sergio Valci en 1994.
La Supercoppa du Vatica voit le jour en 2005, et oppose le vainqueur du Campionato della Citta Vaticano, à celui de la Coppa ACDV.

## Les clubs participants
- Rappresentativa Ospedale Pediatrico Bambin Gesu. Les joueurs du club sont des membres du personnel de l’hôpital pédiatrique de l’enfant Jésus (Ospedale Pediatrico Bambino Gesù) [2]. La Rappresentativa OPBG a participé pour la première fois au championnat lors de la saison 2016-2017.
- Musei Vaticani. Les joueurs du club sont des membres du personnel du musée du Vatican [3]. Le club a été fondé le 6 juin 1966 par les gardiens, les restaurateurs et les préposés du musée du Vatican qui lui ont donné le nom de  SS Hermes Musei Vaticani.  L’origine de ce nom vient du fait que beaucoup d'entre eux servaient à cette époque dans la Cour octogonale du musée Pio Clementino où se trouve une copie de la statue de Praxitèle représentant le messager des dieux Hermes[4].

## Palmarès

### Coupe de l'Amitié
- 1973 : Osservatore Romano
- 1974 : Gouvernorat
- 1979 : Osservatore Romano
- 1980 : Pas de compétition.

### Championnat de la Cité du Vatican
Les internationaux
- 1981 : Malepeggio Edilizia
- 1982 : Hercules Biblioteca
- 1983 : Hermes Musei Vaticani
- 1984 : Virtus Vigilanza
- 1985 : Teleposte
- 1986 : Teleposte
- 1987 : Tipografia Osservatore Romano
- 1988 : Servici Tecnici
- 1989 : Ariete Associazione Santi Pietro e Paolo
- 1990 : Servizi Economici
- 1991 : Dirseco
- 1992 : Associazione S.S. Pietro e Paolo
- 1993 : Dirseco
- 1994 : Dirseco
- 1995 à 2000 : Pas de compétition
- 2001 : Associazione Santi Pietro e Paolo
- 2002 à 2004 : Pas de compétition
- 2005 : Galacticos Musei Vaticani
- 2006 : AS Cirioni
- 2007 : AS Cirioni
- 2008 : Associazione Santi Pietro e Paolo
- 2009 : Gendarmerie de l'État de la Cité du Vatican
- 2010 : Dirseco
- 2011 : Dirseco
- 2012 : Dirseco
- 2013 : San Pietro Team
- 2014 : San Pietro Team
- 2015 : Musei Vaticani
- 2016 : Musei Vaticani
- 2017 : Santos
- 2018 : Rappresentativa Ospedale Pediatrico Bambin Gesu
- 2019 : Rappresentativa Ospedale Pediatrico Bambin Gesu